# Lo Caragol (Perauba)
Lo Caragol és un indret del terme municipal de Conca de Dalt, a l'antic terme d'Hortoneda de la Conca, al Pallars Jussà, en territori que havia estat de l'antic poble de Perauba.
Està situat a ponent de la Rebolleda, al nord-oest dels Rocs de la Torre i a migdia de la Solana de la Torre de Senyús.